# Triumf pe Omega
The Omega Glory este un episod din sezonul al II-lea al Star Trek: Seria originală care a avut premiera la 1 martie 1968.

## Prezentare
Căpitanul Kirk trebuie să lupte împotriva unui virus mortal și a unui camarad trădător, căpitan de navă, pentru a opri un război intertribal lipsit de sens.